# Losing You (Ali Gatie)
Losing You è un singolo del cantante canadese Ali Gatie, pubblicato l'8 dicembre 2017.

## Tracce
1. Losing You – 2:44